# Jones the Rhythm
«Jones the Rhythm» (español: Jones, el ritmo) es el segundo sencillo del álbum de Grace Jones Slave to the Rhythm, que fue lanzado en 1985.
"Jones the Rhythm" es el tema que abre el álbum y fue una de las ocho variaciones del tema "Slave to the Rhythm", con una influencia de rock y más dramática que la versión original, con los Ambrosian Singers y la orquestación sinfónica , actuando efectivamente como obertura a la audio-biografía. 
El lado B era una canción no incluida en el álbum llamada "Junkyard" (otra interpretación de la misma canción, sobre todo instrumental). Un remix de "Jones the Rhythm" había - en ZTT Records - sido utilizada como una de las caras B de la canción "Slave to the Rhythm" en ciertas ediciones, aunque en su lugar era llamado "GI Blues".

## Lista de canciones
- US 7" sencillo (1985)

1. "Jones the Rhythm" (Versión Editada) - 4:00
2. "Junkyard" - 5:20

- UK 7" sencillo (1985) IS 206

1. "Jones the Rhythm (Editada) - 4:00
2. "Slave to the Rhythm" - 4:20

- EU 7" sencillo (1985) 1A 006-20 1058 7'

1. "Jones the Rhythm" (Versión Editada) - 4:00
2. "Junkyard" - 5:20

- SP 7" sencillo (1985) 5452010587

1. "Jones the Rhythm" (Versión Editada) - 4:00
2. "Junkyard" - 5:20

- AU 7" sencillo (1985) CP 654

1. "Jones the Rhythm" (Versión Editada) - 4:00
2. "Junkyard" - 5:20

- UK 12" sencillo (1985) 12 IS 206

1. "Jones the Rhythm" - 6:11
2. "Slave to the Rhythm (Extendida)" - 8:26
3. "Annihilated Rhythm" - 3:37

- GE 12" sencillo (1985) K0602010596

1. "Jones the Rhythm" (Versión Larga) - 5:30
2. "The Frog and the Princess"
3. "Jones the Rhythm" (Versión Editada)

- NE 12" sencillo (1985) 1A K060-20 1059 6

1. "Jones the Rhythm" (Versión Larga) - 5:30
2. "The Frog and the Princess"
3. "Jones the Rhythm"

- AU 12" sencillo (1985) ED 165

1. "Jones the Rhythm" (Versión Larga) - 5:30
2. "The Frog and the Princess"
3. "Jones the Rhythm"

- NZ 12" sencillo (1985) GOOD 104

1. "Jones the Rhythm" (Versión Larga) - 5:30
2. "The Frog and the Princess"
3. "Jones the Rhythm"

- US 12" promo (1985)

1. "Jones the Rhythm" (Versión Larga) - 5:30
2. "Jones the Rhythm" (Versión Editada) - 3:58

- Datos: Q6275333